# Oost-Anatolische montane steppe
De Oost-Anatolische montane steppe (Engels: Eastern Anatolian montane steppe) is een ecoregio op het Armeens Hoogland. Het omvat delen van oostelijk Turkije, Armenië, Azerbeidzjan, zuidelijk Georgië en noordwestelijk Iran. De ecoregio is onderdeel van de WNF-bioom gematigd grasland, savanne of struweel.

## Geografie
De ecoregio beslaat het Armeens Hoogland, een plateau dat meestal tussen 1500 en 2500 meter hoogte ligt. De vulkanische toppen Ararat (5137 m) en Süphan Dağı (4058 m) steken boven het plateau uit. Het beslaat delen van Oost-Turkije, West- en Zuid-Armenië, de autonome republiek Nachitsjevan van Azerbeidzjan, de regio Samtsche-Dzjavacheti in Zuid-Georgië en het noordwesten van Iran. De hooglanden worden in het noordoosten begrensd door de Kleine Kaukasus, in het noordwesten door het Pontisch Gebergte en in het zuiden door het Zagrosgebergte. In het oosten daalt het plateau naar de Aras-Koera laaglanden, en in de Arasvallei daalt de ecoregio tot 375 meter hoogte.
Het noordelijke deel van de ecoregio ligt in het stroomgebied van de bovenloop van de rivier de Aras, die het Sevanmeer in Armenië omvat. De Aras mondt uit in de rivier de Koera, die vervolgens uitmondt in de Kaspische Zee. De ecoregio omvat endoreïsch bekkens van het Vanmeer in Oost-Turkije en het Urmiameer in Noordwest-Iran.
De steden Tabriz, Erzurum en Jerevan liggen in de ecoregio.

## Klimaat
Het klimaat is continentaal, met warme zomers en koude winters. De jaarlijkse neerslag varieert van 400 tot 600 mm en valt over het algemeen gelijkmatig over het jaar. In de regenschaduw van het hooggebergte valt minder neerslag (200-300 mm per jaar). Sterke en koude winden komen vaak voor, vooral op blootgestelde bergkammen en toppen, en kunnen de groei van bomen beperken.

## Flora
Tot de plantengemeenschappen behoren woestijnsteppe, halfwoestijnsteppe, bergsteppe, bos, alpiene vegetatie en wetlands.
Woestijnsteppe komt voor in de droogste gebieden en bestaat uit lage xerofytische planten die 25-30% van de grond bedekken. De halfwoestijnsteppe bestaat uit lage eenjarige kruiden en grassen, waaronder Artemisia fragrans, kappertjesplant, Bassia prostrata en knolbeemdgras.
Bergsteppen bestaan uit kruiden, struiken en grassen, die hoger groeien en diverser zijn dan de woestijn- en halfwoestijnsteppen. Van 1500 tot 2200 meter hoogte zijn de belangrijkste plantenassociaties kussenachtige formaties van Artemisia austriaca en Artemisia fragrans of soorten van Astragalus, Acantholimon en Onobrychis, of graslanden van knolbeemdgras en soorten van Stipa, Festuca en Bassia. Op 2200 tot 2700 meter hoogte komen schermbloemigen van de geslachten Ferula en Prangos veel voor.
Open steppebossen bestaan voornamelijk uit jeneverbes (Juniperus) en amandel. De bomen vormen een dun bladerdak met daaronder een struiklaag van Pistacia, Berberis en Rosa en een kruidlaag met soorten van Astragalus en Artemisia. Verspreide gebieden met eikenbos komen voor tussen 800 en 2000 meter hoogte waar vocht en bodem gunstig zijn.
Wetlands komen voor rond de meren en beken van de ecoregio. De moerasvegetatie bestaat voornamelijk uit riet en biezen, waaronder riet (Phragmites australis), lisdodde (Typha spp.), de ruwe bies (Scirpus tabernaemontani) en de zegges Carex acuta, Carex diluta en heen (Bolboschoenus maritimus).
Alpiene plantengemeenschappen worden aangetroffen op de hoge toppen, waaronder Ararat en Süphan. Kenmerkende planten zijn kruiden en geofyten, met soorten als Draba, Dracocephalum, Oxyria, Polygonum, Veronica, Trollius, Scilla, Primula en voorjaarsgentiaan (Gentiana verna).

## Fauna
Grote zoogdieren zijn onder andere de bruine beer (Ursus arctos), grijze wolf (Canis lupus), gestreepte hyena (Hyaena hyaena) en bezoargeit (Capra aegagrus).

## Beschermde gebieden
Uit een beoordeling in 2017 bleek dat 8.202 km², oftewel 5%, van de ecoregio in beschermde gebieden ligt. Beschermde gebieden zijn onder andere Charoimagh Protected Area, Sahand Protected Area, Marakan Protected Area, en Kiamaky Wildlife Refuge in Iran, nationaal park Sevan, nationaal park Arpimeer, natuurreservaat Khosrov in Armenië, nationaal park Ağrı Dağı (Ararat), Süphan Dağı en Akdoğanmeer in Turkije, staatsreservaat Arpachay in Azerbeidzjan.